# Kikara
Kikara é uma pequena aldeia e sede da comuna de Gandamia, no Cercle de Douentza, na região de Mopti, no centro-sul do Mali. A vila fica na encosta norte do Maciço de Gandamia (ou Maciço de Dyoundé), um inselberg que se eleva a 750 metros acima da planície. O maciço se estende por 60 quilômetros em direção leste-oeste e dez quilômetros de norte a sul.